# 冷たい雨に撃て、約束の銃弾を
『冷たい雨に撃て、約束の銃弾を』（つめたいあめにうて やくそくのじゅうだんを、原題: 復仇、英題: Vengeance）は、2009年の香港・フランス合作の映画。香港の映画監督であるジョニー・トーが、フランスのプロデューサー・俳優と共に製作した映画である。
2009年の第62回カンヌ国際映画祭コンペティション部門で上映され、香港では2009年8月20日公開。
日本では2010年3月の大阪アジアン映画祭2010オープニング作品として、監督をゲストに迎えてプレミア上映された。

## ストーリー
その日、マカオには激しい雨が降っていた。キッチンで料理をし、夫と子供達の帰りを待つ母親。家に駆け込んでくる夫と二人の子供を迎える彼女は、家を覗き込んでいるレインコート姿の男の存在には気付かなかった。ややして鳴った玄関ベルに、スコープを覗き込む夫。次の瞬間、ドアの向こうから撃ち込まれた銃弾が彼の頭部を砕き、続いて撃ち込まれた弾が彼の身体を弾き飛ばす。これが惨劇の始まりだった……。
数日後、マカオにやってきた一人の男、フランシス・コステロ。フランスでオーナーシェフとしてレストランを営む彼は、ただ一人奇跡のように生き残った母親、アイリーンの父だった。病院で、声を出すこともできないアイリーンと、文字を指差すことで会話するコステロ。ろくに身動きもできなくなったアイリーンが父に望んだのは、夫と子供達の復讐だった。
コステロは三人の殺し屋を雇い、犯人を捜し始める。コステロ自身もまた、かつては凄腕の殺し屋として名を馳せていた身だった。だが、かつて頭部に受け摘出できなかった一発の弾丸が、彼の記憶を徐々に蝕む。復讐の過程で彼は、殺されたのが誰なのかも、自分が誰を殺そうとして誰と手を組んでいるのかすらも忘れ去っていく……。

## キャスト
| 役名                       | 俳優                                           | 日本語吹替 |
| -------------------------- | ---------------------------------------------- | ---------- |
| フランシス・コステロ       | ジョニー・アリディ                             | 小林清志   |
| アイリーン・トンプソン     | シルヴィー・テステュー                         | たなか久美 |
| クワイ（李元桂/阿鬼）      | アンソニー・ウォン                             | 山野井仁   |
| チュウ（姚家柱/阿柱）      | ラム・カートン （英語吹き替え テレンス・イン） | 川島得愛   |
| フェイロク（徐樂/肥樂）    | ラム・シュー （英語吹き替え コンロイ・チャン） | 三宅健太   |
| ジョージ・ファン（馮喬治） | サイモン・ヤム                                 | 木下浩之   |
| ウルフ（土狼）             | チョン・シウファイ                             |            |
| マダム・ウォン刑事         | マギー・シュー （英語吹き替え 郭少芸）         |            |
| パイソン（蟒蛇）           | フェリックス・ウォン                           |            |
| 妊婦                       | ミシェル・イェ                                 |            |
| クロウ（烏鴉）             | ン・ティンイップ                               |            |

## 受賞・ノミネート
- 第62回カンヌ国際映画祭
  - ノミネート: パルム・ドール - ジョニー・トー
- 第4回アジア・フィルム・アワード
  - 受賞: 作曲賞 - ロー・ターヨウ
  - ノミネート: 撮影賞 - チェン・シウキョン
- 第29回香港電影金像奨
  - ノミネート: 作曲賞 - ロー・ターヨウ

## エピソード
- 本作でジョニー・アリディが使用している拳銃は、当初の本作の主演予定であったアラン・ドロンがジョニー・アリディに記念に渡したものである[2]。またトーはドロン主演のジャン＝ピエール・メルヴィル監督作品『仁義』をオーランド・ブルーム主演でリメイクする予定があった[3]。